# Garies (Noord-Kaap)
Garies is een landbouwdorp gelegen in de gemeente Kamiesberg in de regio Namakwaland in de Zuid-Afrikaanse provincie Noord-Kaap. Het ligt ongeveer 110 km zuidelijk van Springbok, de belangrijkste stad van  het district Namakwaland, en 46 km ten zuiden van Kamieskroon aan de voet van de Kamiesbergen. De nationale weg N7 doet Garies aan.
Het dorp functioneert als regionaal dienstencentrum voor de streek met welvarende schapenboerderijen. Het heeft een hotel, een benzinestation en ook een lagere- en middelbare school. Garies heeft bekendheid verkregen door zakelijke bedrijvigheid van zijn bekendste inwoner, Adriaan Nieuwoudt. In de lente is het landschap rondom het dorp bedekt met een kleurrijke bloemenpracht. Hierdoor worden tijdens het seizoen talloze toeristen naar het dorp, wat dan als de "Poort naar Namakwaland" optreedt, gelokt met zijn bloemenfeest.

## Geschiedenis
Het dorp is omstreeks 1845 gesticht op de grond van de boerderij "Goedverwagting", wat ook de eerste naam van het dorp was. De huidige naam is aan het dorp gegeven door de voormalige eerste minister van de Kaapkolonie: John X. Merriman. Deze naam is afkomstig van een Khoi-woord wat "kweekgras" betekent.. De Nederduits-Gereformeerde kerkgemeente is in 1904 van die moedergemeente Namakwaland afgesplitst.